# Oryxis monticola
Oryxis monticola är en ärtväxtart som först beskrevs av George Bentham, och fick sitt nu gällande namn av Alfonso Delgado Salinas och Gwilym Peter Lewis. Oryxis monticola ingår i släktet Oryxis och familjen ärtväxter. Inga underarter finns listade i Catalogue of Life.